# Læså
Læså er en ca. 15-20 km lang å har sit udspring ved Bastemose i skovområdet Almindingen, og løber gennem sprækkedalen, Ekkodalen på Bornholm.

## Læså-profilen
Det er et geologisk interessant område, hvor de  såkaldte geologiske profiler sjældent står så tydeligt som netop her, og kan iagttages langs en  afmærket sti, Læsåstien. I det geologiske materiale ses aftryk af de planter og smådyr, der er vidnesbyrd om de forskellige livsformer, som engang befolkede verdenshavet. Mellem Frostegård og Spidlegård kan man derfor konstatere, at det egentlige Læså-profil begynder med den godt 560 millioner år gamle nexøsandsten, der herefter afløses af yngre og yngre aflejringer frem til udløbet i Vester-Boderne, hvor det er de godt 200 millioner år gamle trias-aflejringer, der danner åens leje. Man kan følge de geologiske lag, som giver en fornemmelse af øens geologiske udvikling, og selv på en kort tur langs åen ses vidnesbyrd om  mange geologiske perioder i Jordens historie. Her er grus, sand, ler og kalk, der efter først at være aflejret i vand, senere er hærdet til faste sten af forskelligt udseende, de såkaldte sedimenter.

## Landskabet
Den stort set uregulerede å udspringer  inde i Almindingen i den højtbeliggende mose, Bastemose. Den  ligger egentlig uden for åens naturlige opland, men via en gravet grøft er mosen i dag forbundet med åen. På vejen mod sit udløb får åen vand fra utallige kilder, moser og småsøer i den centrale del af Bornholm, men uden større tilløb, og afvander store dele af Almindingen. Ved åens udløb i Østersøen ligger det lille fiskerleje Boderne, som var Aakirkebys gamle havn. 

## Fredning
95 hektar langs åen er fredet på hele strækningen fra Skørrebro (ved den fredede Vallensgård Mose i Almindingen) til udløbet på Bornholms sydkyst. Fredningen skete i 1973 og 1977, blandt andet for at sætte en stopper for yderligere stenbrud. De geologiske dannelser er dermed fredet, hvilket indebærer, at der hverken må hugges eller hamres i lagene. Det er dog tilladt at tage nedfaldne og løse stykker i åen eller på bredderne med sig.